# Фумарола

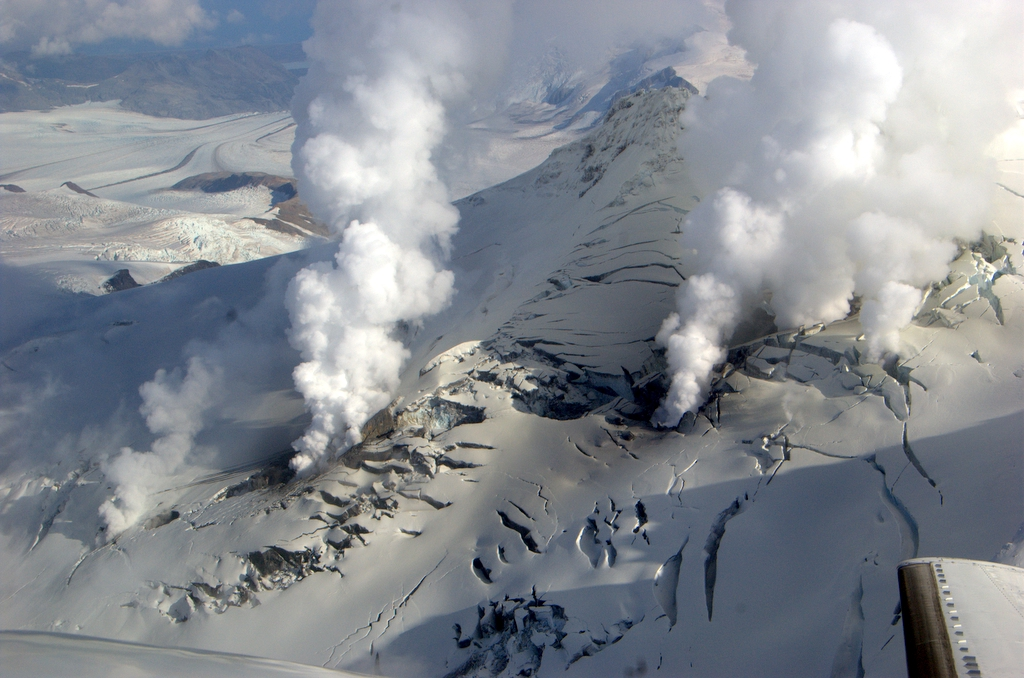
Фумаролы на леднике, покрывающем вулкан Фопикд

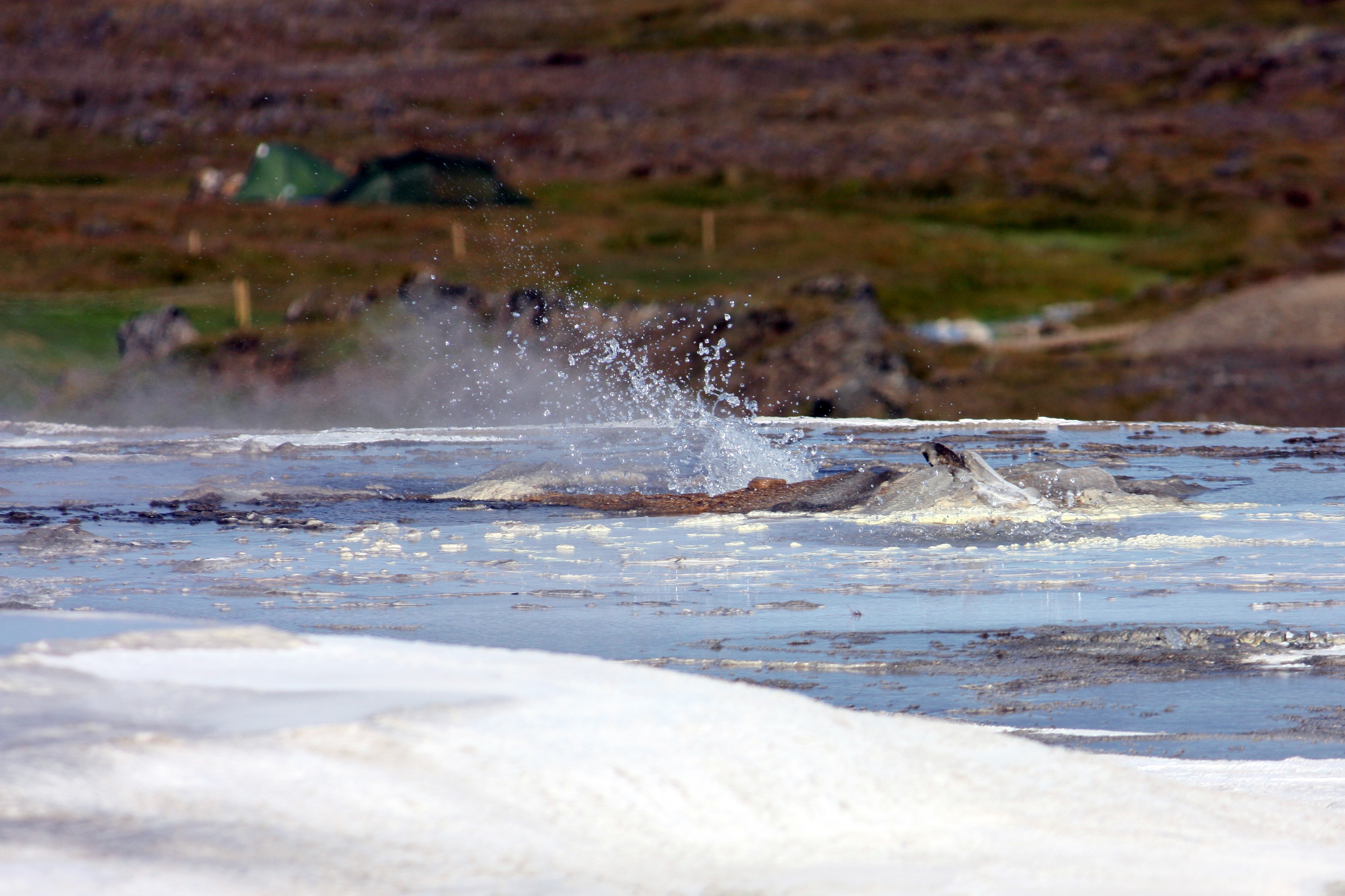
Фумарольная терма в Хверавеллире (Исландия)

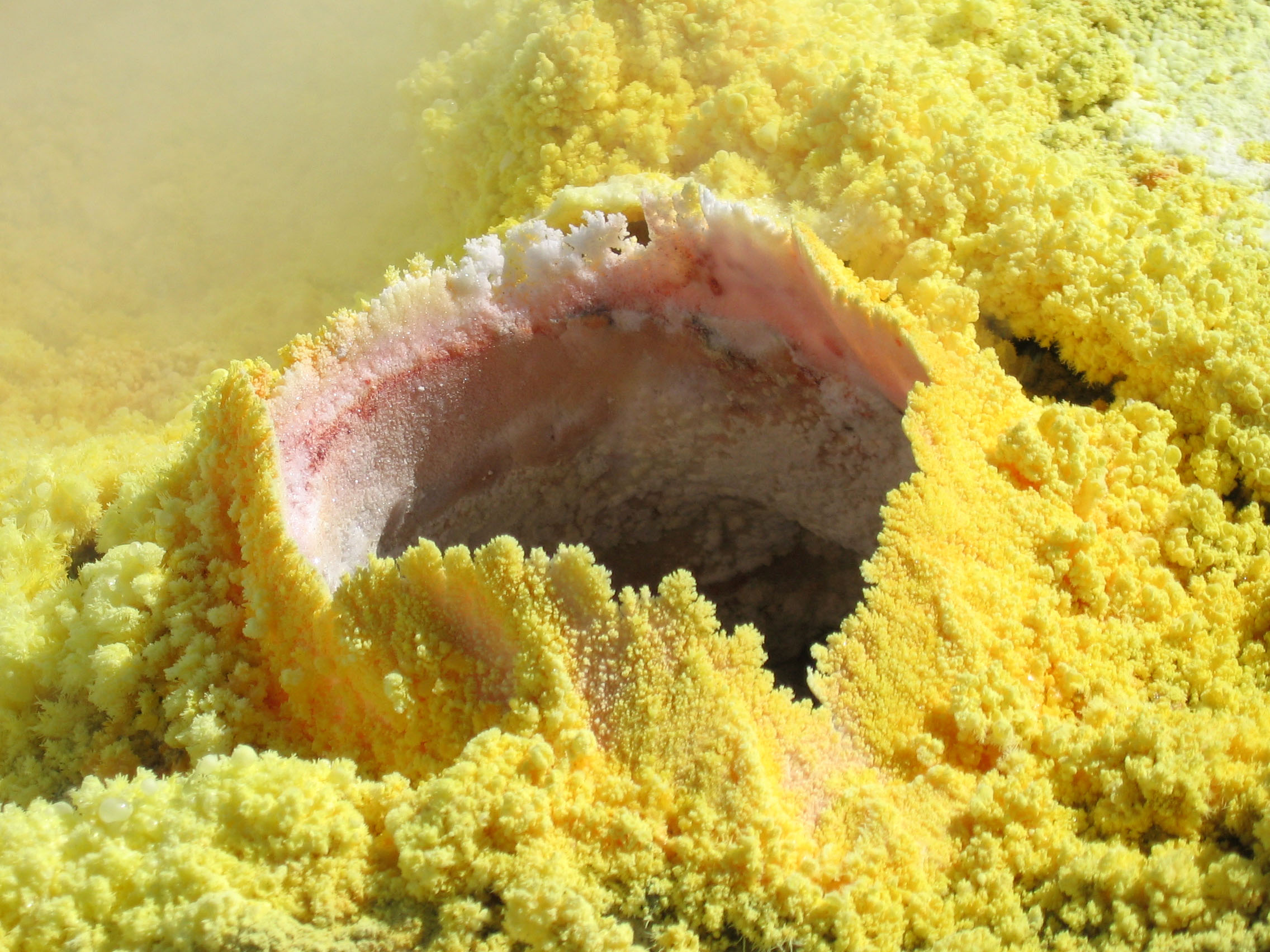
Серные отложения вокруг фумаролы на Вулькано

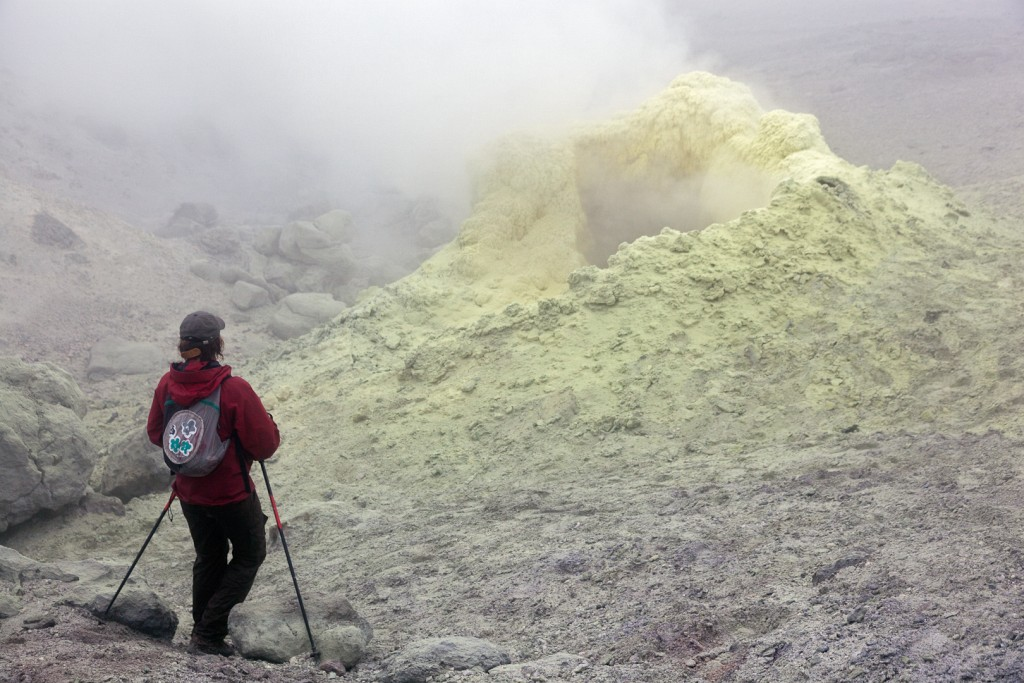
Фумарола на склонах вулкана Менделеева

Фумаро́ла (итал. fumarola , от лат. fumare — дымить(ся)) — трещина или отверстие, располагающееся в кратерах, на склонах и у подножия вулканов и являющееся источником горячих газов. Различают первичные фумаролы, по которым поднимаются выделяющиеся из магмы газы, и вторичные фумаролы, в которых источником газов служат ещё не остывшие лавовые потоки и пирокластические отложения, не имеющие прямой связи с жерлом вулкана.
Выход вулканического газа через фумаролы является поствулканическим явлением и свидетельствует о переходе вулкана в промежуточную между извержениями стадию или о его окончательном затухании.
Фумаролы подразделяются на сухие высокотемпературные, кислые, щёлочно-нашатырные, сернистые или сероводородные (сольфатары), углекислые (мофеты). Горячие (650—1000 °C) сухие фумаролы содержат незначительное количество водяного пара, а выделяемые ими газы содержат сублиматы щелочных галогенидов (NaCl, KCl и других).
Фумарольные дымы большинства остальных фумарол содержат большое количество водяного пара. Его основным источником являются грунтовые воды, разогретые лежащими близко к поверхности слоями магмы и высокотемпературными фумарольными газами. Помимо воды, через фумаролы выделяются углекислый газ, всевозможные оксиды серы, сероводород, галогеноводороды и другие химические соединения, что делает эти выделения опасными для человека.
В случае недостаточного разогрева подземных вод водяные пары после выхода из фумаролы или незадолго до этого вновь переходят в жидкое состояние. Таким образом появляются специальные гидротермальные растворы — фумарольные термы. Подобные источники обычно содержат кислые сульфатные воды и встречаются неподалёку от кратеров вулканов.
Большое количество фумарол имеется в регионах с активной вулканической деятельностью: в Йеллоустонском национальном парке и национальном парке Катмай (Долина десяти тысяч дымов) в США, в России (на Камчатке и Курильских островах, в том числе возле вулкана Авачинская сопка, расположенного недалеко от Петропавловска-Камчатского), Исландии, Чили и Китае. Обследованное марсоходом «Спирит» Домашнее плато на холмах Колумбии в марсианском кратере Гусева предположительно также является остатками фумаролы.